# Futbol a Oman
El futbol és l'esport més popular a Oman. És dirigit per la Associació de Futbol d'Oman.

## Competicions
- Lligues:

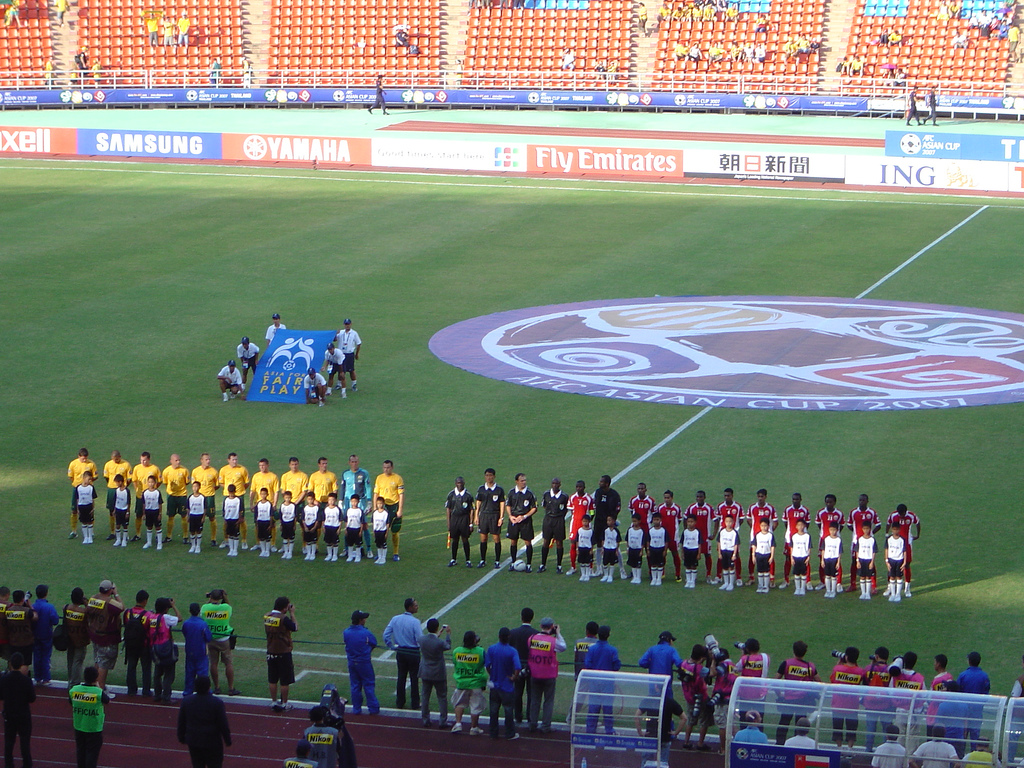
Copa d'Àsia 2007, partit Austràlia-Oman.

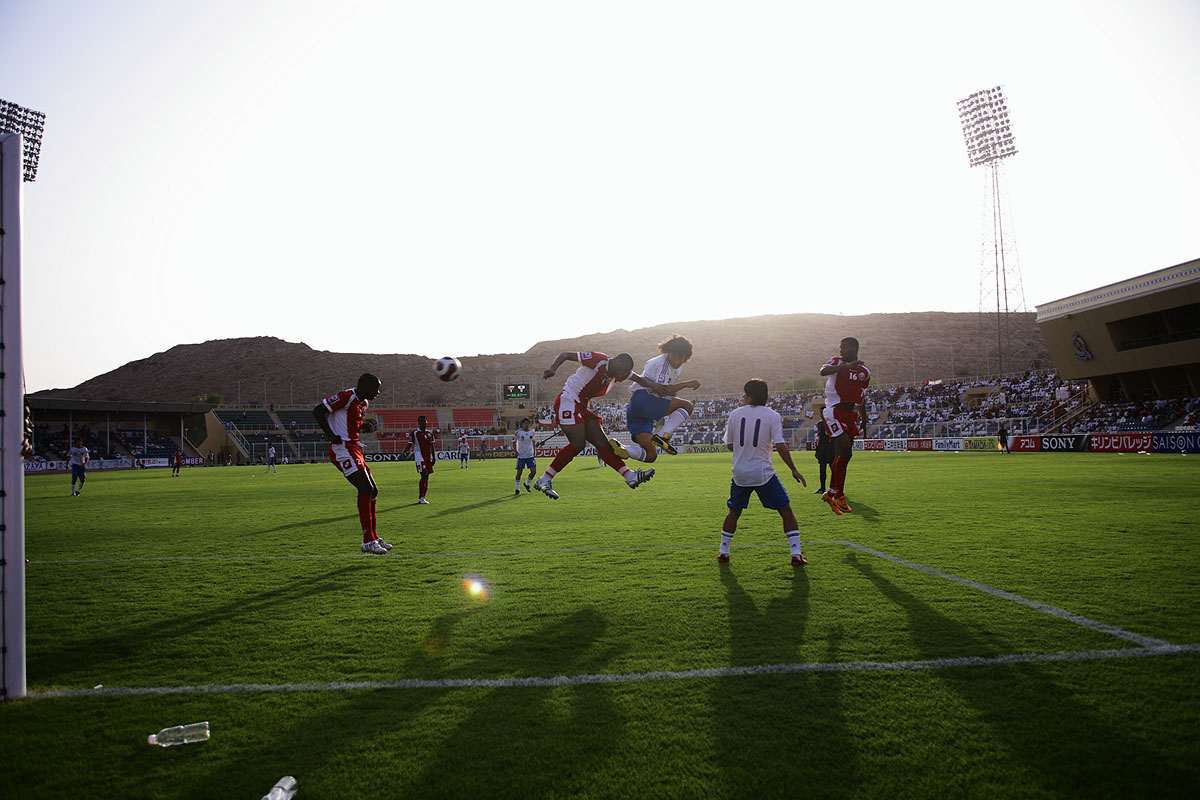
Oman vs Japó, 7 de juny de 2008 a Masqat.

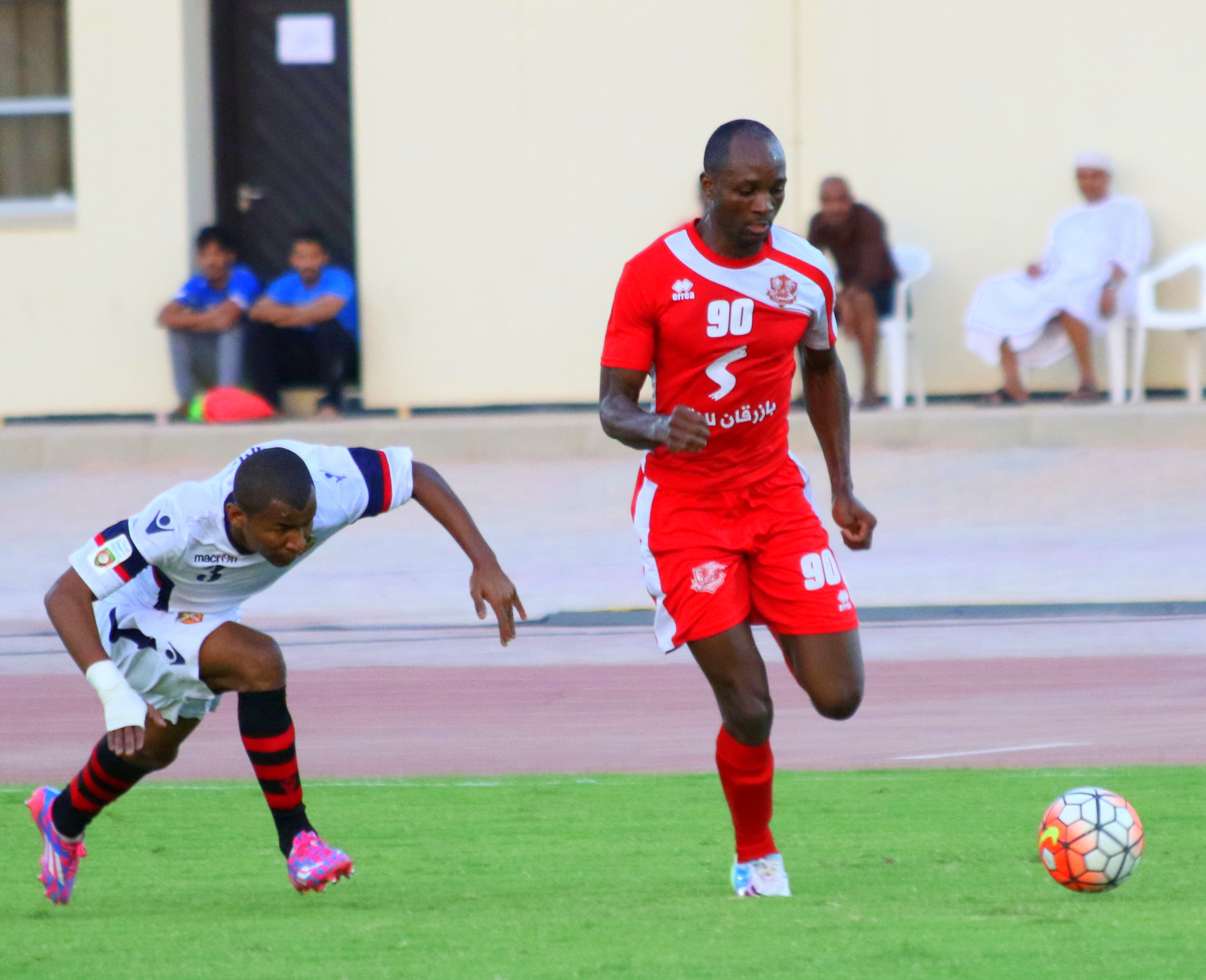
Imatge d'un partit del club Dhofar.

  - Lliga omanita de futbol (Oman Professional League)
  - Oman First Division League
  - Oman Second Division League
- Copes:
  - Copa Sultan Qaboos
  - Copa Federació d'Oman
  - Supercopa omanita de futbol
  - Copa del Príncep d'Oman (desapareguda)

## Principals clubs
Clubs amb més títols nacionals a 2021.
- Dhofar FC Salalah
- Fanja SC
- Al-Nasr SC Salalah
- Sur Sports Club
- Al-Oruba SC Sur
- Al-Suwaiq Club
- Ahli Sidab Club
- Al-Seeb Club
- Al-Nahda Club
- Oman Club
- Saham Club
- Masqat Club

## Jugadors destacats
Fonts:
Des de 2000
- Ali Al-Habsi

## Principals estadis

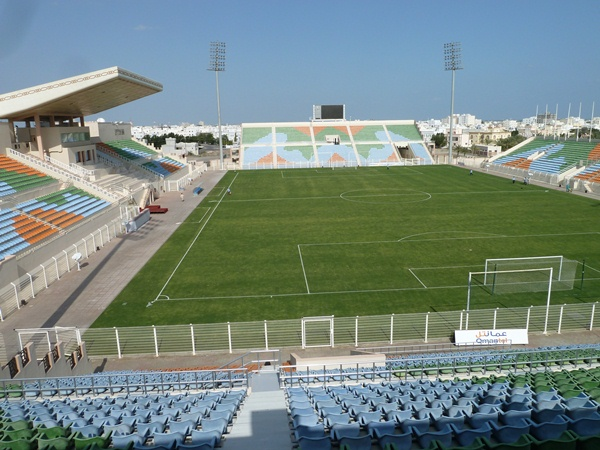
Estadi Al-Seeb.

Fonts:
| # | Estadi                             | Capacitat | Ciutat |
| - | ---------------------------------- | --------- | ------ |
| 1 | Complex Esportiu Sultan Qaboos     | 34.000    | Masqat |
| 2 | Complex Esportiu Regional de Sohar | 19.000    | Sohar  |